# Universität von Ghana
Die Universität von Ghana (englisch University of Ghana) ist die älteste und größte der staatlichen Universitäten in Ghana. Sie liegt 12 km nordöstlich von Accra in dem Vorort Legon. An der Universität sind etwa 24.000 Studenten eingeschrieben.

## Geschichte
Die Universität wurde 1948 als University College of the Gold Coast gegründet. Ursprünglich war die Universität von Ghana eng mit der Universität London verbunden, welche zum Beispiel die akademischen Abschlüsse verlieh. Mit der Erlangung des Universitätsstatus am 1. Oktober 1961 wurde sie unabhängig. Zunächst lag der Forschungs- und Lehrschwerpunkt bei den Geistes- und Sozialwissenschaften, Landwirtschaft und Medizin, wurde jedoch im Rahmen einer nationalen Bildungsreform auf technologieorientierte Wissenschaften ausgeweitet.

## Fakultäten
Es gibt drei Standorte; auf dem Hauptcampus in Legon studieren etwa 21.000 Studenten, auf dem Accra-Campus 1800 und auf dem Korle-Bu Campus etwa 840 Studenten. Die Universität besteht aus dem College für Gesundheitswissenschaften und elf Fakultäten:
- Gesundheitswissenschaften
- Ingenieurwissenschaften
- Krankenpflege
- Künste
- Landwirtschaft
- Medizin
- Naturwissenschaften
- Rechtswissenschaften
- Sozialwissenschaften
- Verwaltung (inkl. Wirtschaftswissenschaften)
- Zahnmedizin

Außerdem gibt es eine Reihe von weiteren Fachrichtungen, Instituten und Forschungszentren, die nicht einer Fakultät zugeordnet sind:
- Fachrichtung für darstellende Kunst (Theater, Musik und Tanz)
- Institute für Statistik, afrikanische Studien, Erwachsenenbildung, Medizinforschung, Bevölkerungsstudien, öffentliche Gesundheit, Kommunikationswissenschaften
- Zentren für sozialpolitische Analysen, Fernerkundung und Geoinformationssysteme, internationale Beziehungen, afrikanische Musik und Tanz, tropische Pharmakologie und Therapeutika, Biotechnologie, afrikanische Sumpfgebiete und Sprachen.

## Herkunft ausländischer Studenten
Von den 779 eingeschriebenen ausländischen Studenten im Jahr 2005 kamen 320 aus Nigeria, 264 aus den USA, 34 aus Liberia, 23 aus Kanada, zwischen 10 und 20 Studenten jeweils aus Benin, Elfenbeinküste, Großbritannien, Norwegen, Sierra Leone und Togo. Weniger als jeweils zehn Studenten kamen aus 24 weiteren Ländern darunter zwei aus Deutschland.

## Abbildungen

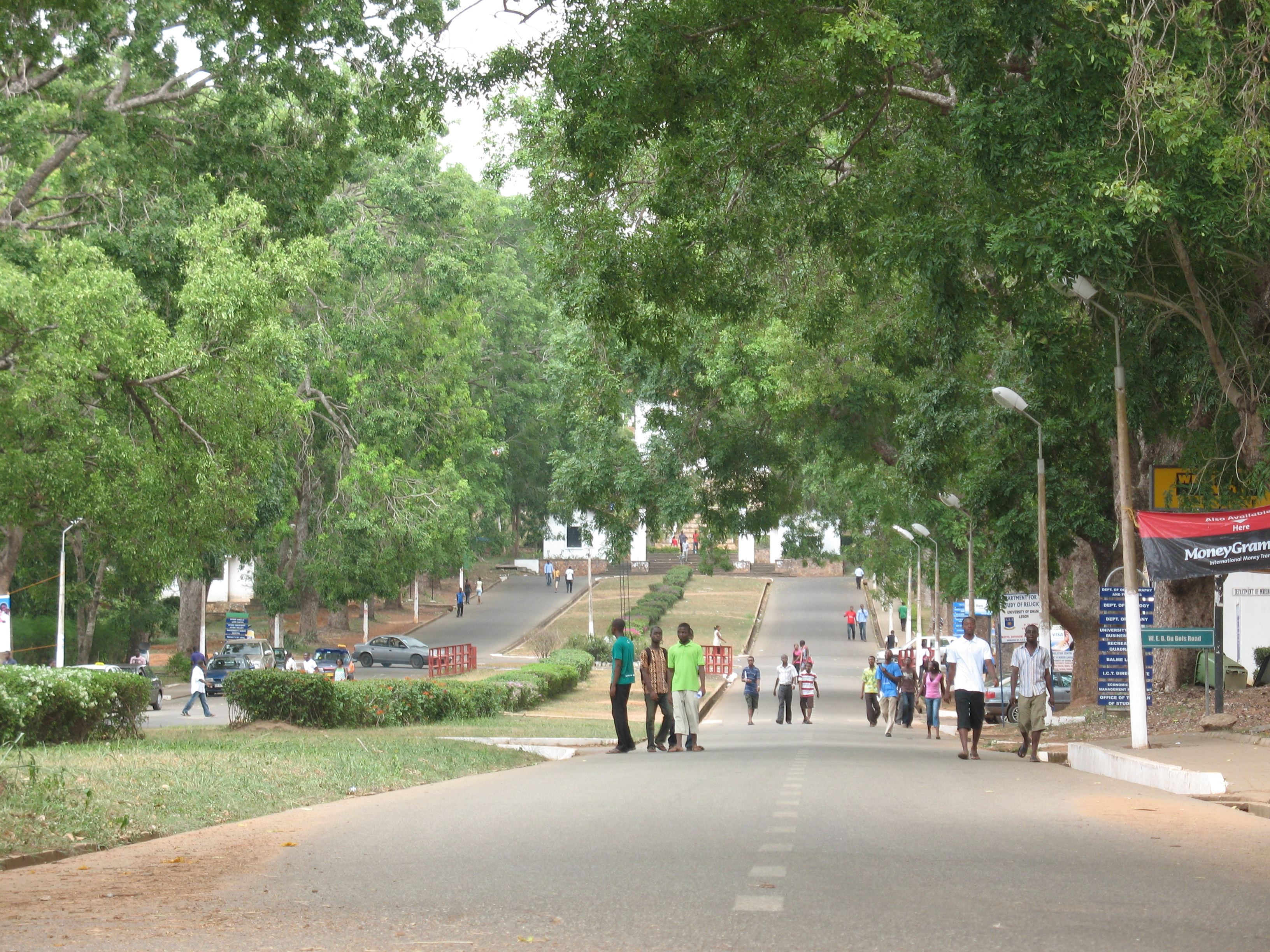
Die J.B.Danquah Avenue in Legon, Zufahrtsstraße zur Universität von Ghana, April 2010
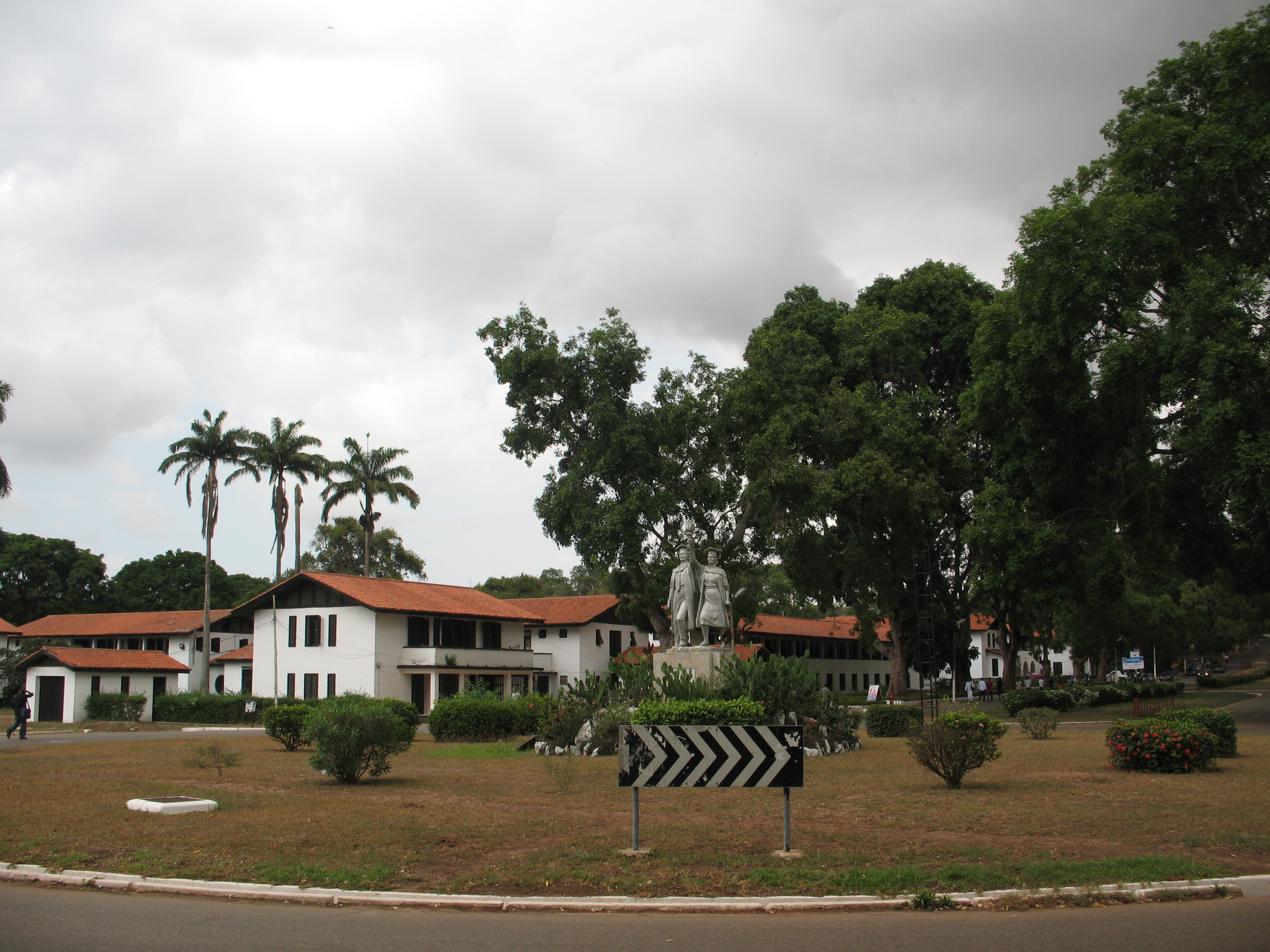
Am Haupteingang zur Universität von Ghana in Legon, April 2010
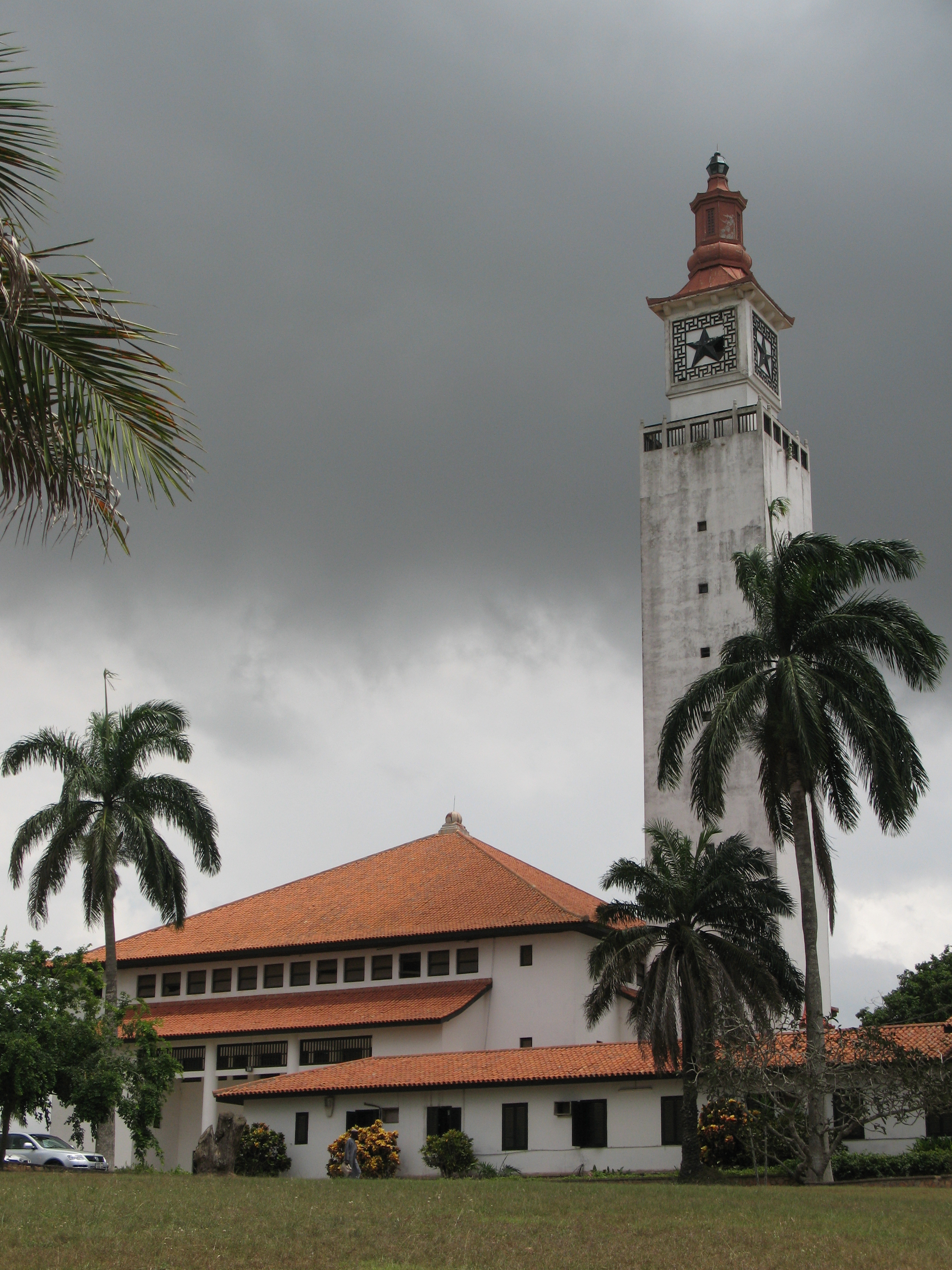
Der Turm der Universität von Ghana in Legon, April 2010
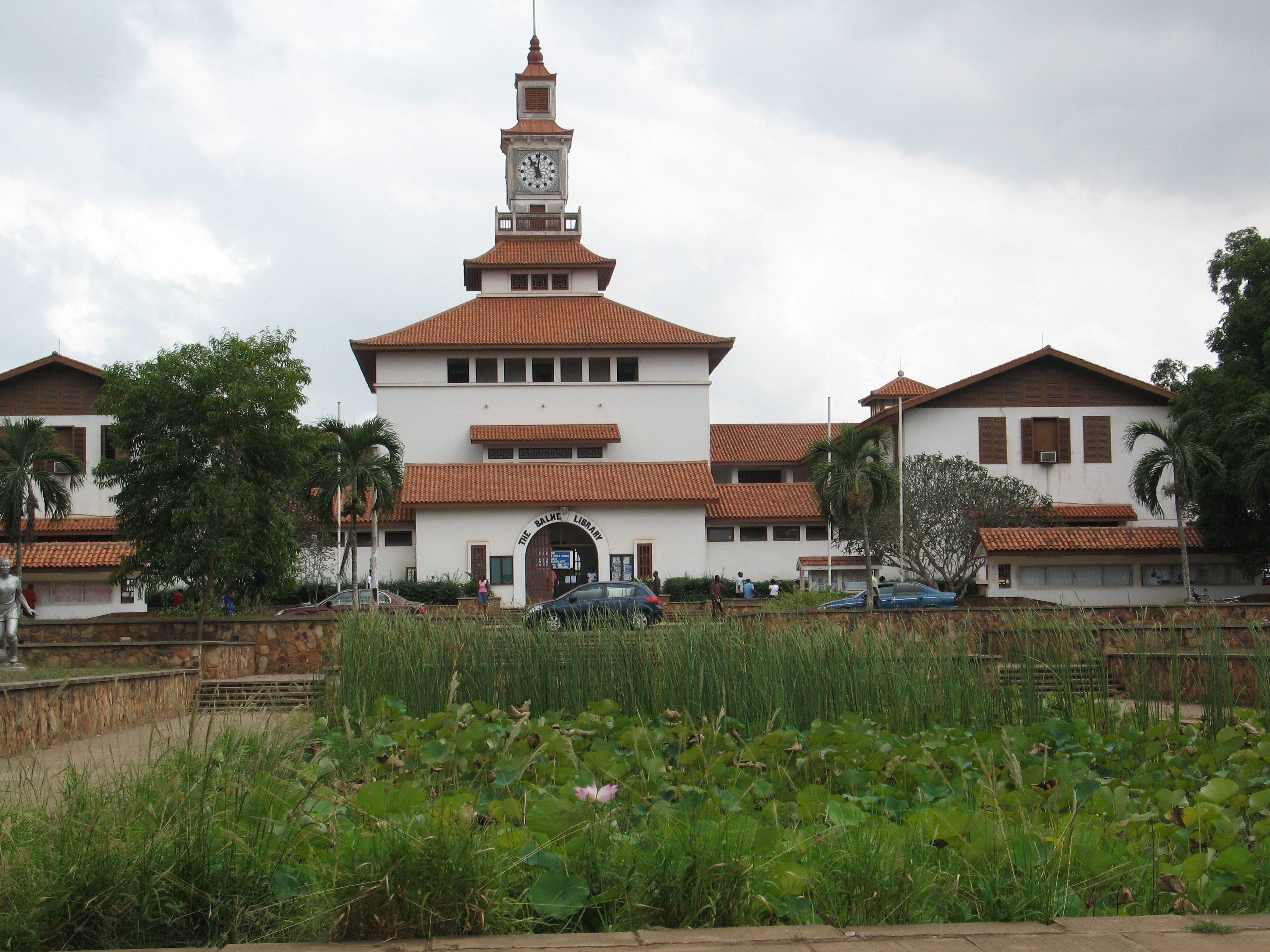
Das Gebäude der Balme-Bibliothek der Universität von Ghana in Legon, April 2010
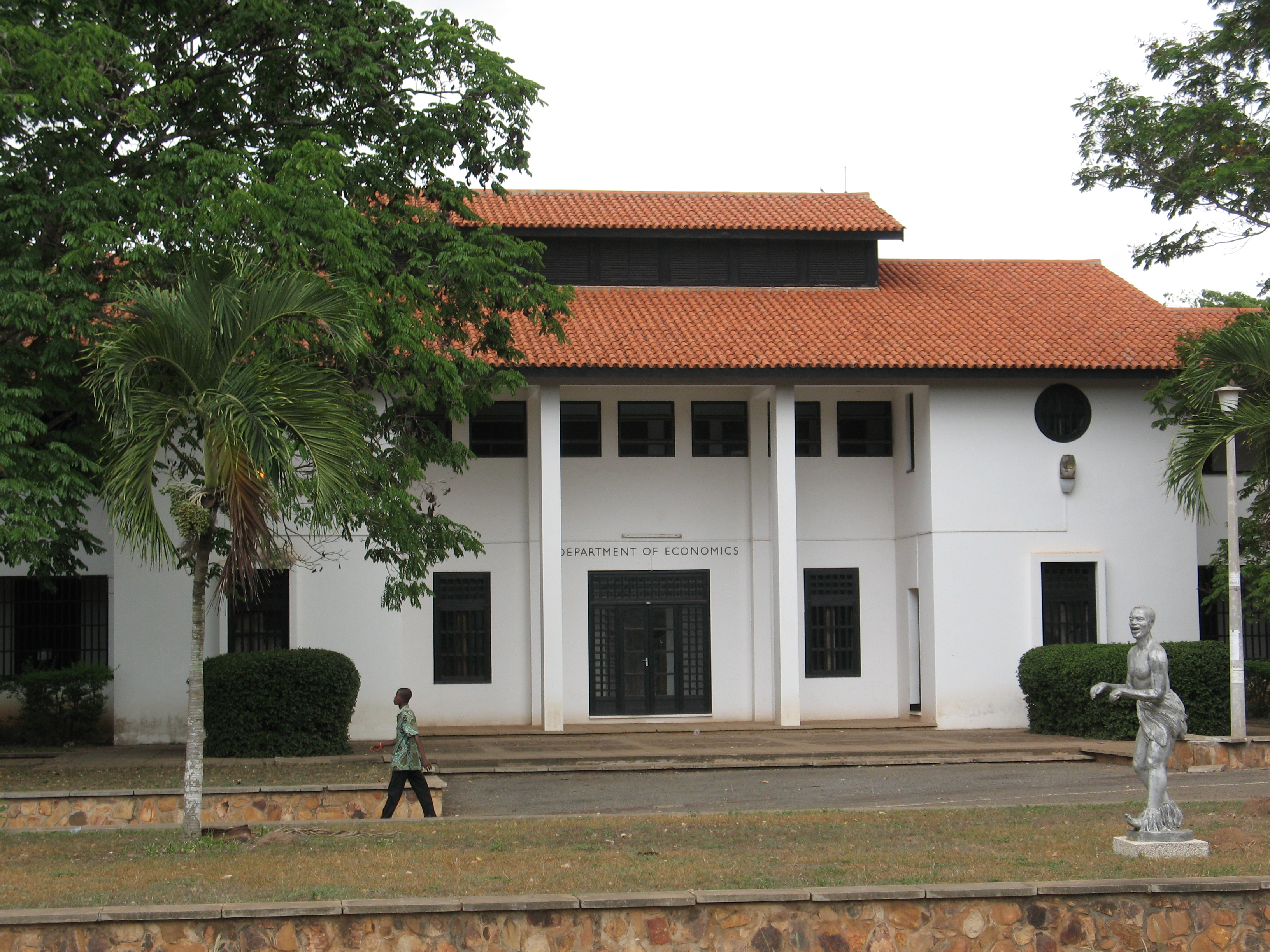
Das Gebäude der wirtschaftswissenschaft- lichen Fakultät der Universität von Ghana in Legon, April 2010
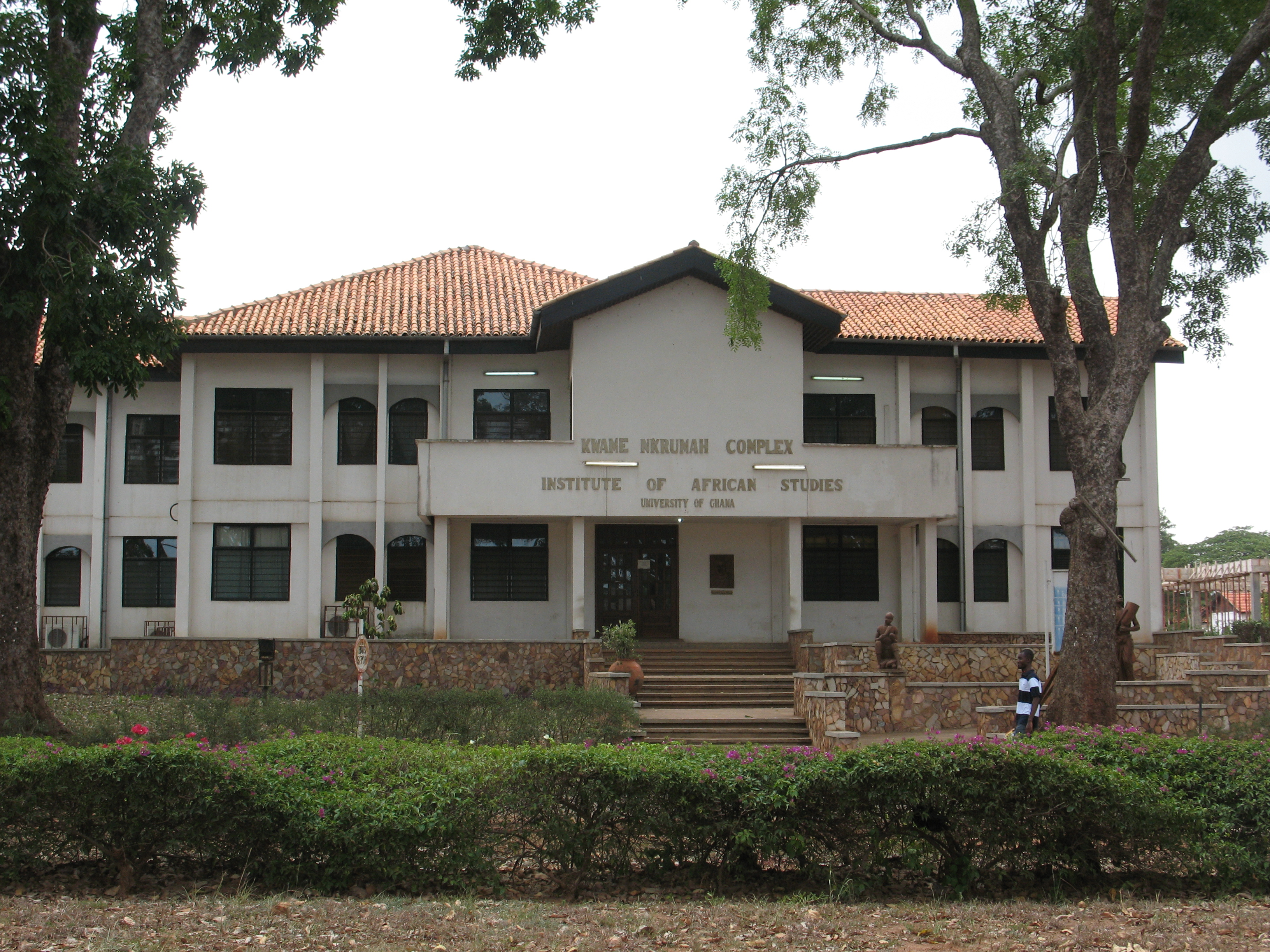
Das Gebäude des Instituts für Afrikanische Studien der Universität von Ghana in Legon, April 2010

## Bedeutende Professoren
- Daniel Akyeampong (1938–2015), ghanaischer Mathematiker
- Norbert Elias (1897–1990), deutsch-britischer Soziologe
- Rebecca Posner (1929–2018), britische Romanistin